# Rio Paraíba do Sul
Rio Paraíba do Sul är ett vattendrag i Brasilien. Det ligger i den sydöstra delen av landet, 1 000 km sydost om huvudstaden Brasília.